# Marianne Vos
Marianne Vos (n. 13 mai 1987, 's-Hertogenbosch, Țările de Jos) este o sportivă ce a reprezentat Țările de Jos, medaliată olimpică. A participat la 3 ediții ale Jocurilor Olimpice (2008, 2012, 2016) în care a câștigat o medalie de aur.